# テレスト (衛星)
テレスト (Saturn XIII Telesto) は、土星の第13衛星である。テティスとほぼ同じ軌道を公転しており、テティスのラグランジュ点に存在するトロヤ衛星の一つである。

## 発見と命名
1980年4月8日に、ブラッドフォード・A・スミス、H・J・レイツェマ、S・M・ラーソンおよび J・W・ファウンテンによる地上からの観測によって発見された。観測には 1.5 メートル反射望遠鏡が用いられた。発見報告は4月10日に国際天文学連合のサーキュラーで公表され、S/1980 S 13 という仮符号が与えられた。その後しばらくの間に渡って数回検出されており、その度に S/1980 S 24、S/1980 S 33、S/1981 S 1 と別々の仮符号が与えられた。これらが全て同一の天体であることが報告されたのは1981年5月18日になってからである。その後1983年9月30日に、ギリシア神話のティーターンの一人で、オーケアノスとテーテュースの娘テレストにちなんで正式に命名され、Saturn XIII という確定番号が与えられた。

## トロヤ衛星
テレストはテティスと同一軌道上にあり、テティスの前方にあるラグランジュ点 (L4) に存在している。このような衛星はトロヤ衛星と呼ばれる。カリプソも同じくテティスのラグランジュ点に存在しており、こちらはテティスの後方のラグランジュ点 (L5) に位置している。なお、テレストがテティスと同じ軌道にあり力学的に安定なラグランジュ点に存在することは、1981年に明らかにされた。この状態は軌道力学の観点から言うと、テティスとテレストが 1:1 の平均運動共鳴を起こしていることを意味している。

## 観測
2005年10月11日、土星探査機カッシーニはテレストに1万4500Kmまで接近し、画像を撮影した。画像から、テレストはいくつかのクレーターを除いて非常に滑らかな表面に覆われていることが判明した。